# Stéphane Décotterd
Stéphane Décotterd (* 1976 in Billens) ist ein Schweizer Koch.

## Leben
Décotterd begann 1991 seine Kochlehre im Restaurant „Le Petit“ bei André Minder in Saint-Légier. Dann kochte er kurze Zeit im Lausanne Palace in Lausanne.
1998 wechselte er zum Le Pont de Brent bei Gérard Rabaey in Brent, 200 Meter oberhalb von Montreux (drei Michelinsterne). 
Dort lernte er 2000 seine künftige Frau Stéphanie kennen, die dort Sommeliere war.
Mit Stéphanie ging er 2003 nach Kanada zum Hôtel Les Trois Tilleuls in Saint-Jean-sur-Richelieu. 
2005 kehrte er zurück zum Restaurant Le Pont de Brent, das er 2011 übernahm. 
Am 3. Januar 2011 wurde das Restaurant Le Pont de Brent wiedereröffnet, das seitdem weiter mit zwei Michelinsternen ausgezeichnet wird.
Seit 2018 verzichtet er auf Meeresfrüchte, exotische Früchte und andere importierte Produkte und widmet sich ausschließlich einer lokalen Küche.

## Auszeichnungen
- 2008: Gewinner des concours du cuisinier d’Or, Titel des besten Schweizer Chefs[4]
- 2009: Weltweit fünfter Platz beim Bocuse d’Or, Wettbewerb in Lyon (Frankreich)
- 2011: zwei Sterne im Guide Michelin 2012 für die Le Pont de Brent[3]